# Сентенніел (Вайомінг)
Сентенніел (англ. Centennial) — переписна місцевість (CDP) в США, в окрузі Олбані штату Вайомінг. Населення — 283 особи (2020).

## Географія
Сентенніел розташований за координатами 41°18′26″ пн. ш. 106°8′17″ зх. д. / 41.30722° пн. ш. 106.13806° зх. д. (41.307177, -106.138094).  За даними Бюро перепису населення США в 2010 році переписна місцевість мала площу 42,23 км², з яких 42,22 км² — суходіл та 0,02 км² — водойми.

## Демографія
Згідно з переписом 2010 року, у переписній місцевості мешкало 270 осіб у 141 домогосподарстві у складі 80 родин. Густота населення становила 6 осіб/км².  Було 357 помешкань (8/км²).
Расовий склад населення:
| - 98,1 % — білих - 1,1 % — корінних американців |

До двох чи більше рас належало 0,7 %. Частка іспаномовних становила 2,2 % від усіх жителів.
За віковим діапазоном населення розподілялося таким чином: 11,9 % — особи молодші 18 років, 59,6 % — особи у віці 18—64 років, 28,5 % — особи у віці 65 років та старші. Медіана віку мешканця становила 56,7 року. На 100 осіб жіночої статі у переписній місцевості припадало 123,1 чоловіків;  на 100 жінок у віці від 18 років та старших — 126,7 чоловіків також старших 18 років.
Цивільне працевлаштоване населення становило 94 особи. Основні галузі зайнятості: будівництво — 46,8 %, освіта, охорона здоров'я та соціальна допомога — 33,0 %, мистецтво, розваги та відпочинок — 14,9 %, науковці, спеціалісти, менеджери — 5,3 %.